# Microtus socialis
Microtus socialis é uma espécie de roedor da família Cricetidae.
Pode ser encontrada nos seguintes países: China, Irão, Cazaquistão, Síria, Turquia e Ucrânia.